# Llista d'asteroides/201701-201800
| Nom      | Designació provisional | Data de descobriment   | Lloc de descobriment | Descobridor/s                   |
| -------- | ---------------------- | ---------------------- | -------------------- | ------------------------------- |
| 201701 - | 2003 UD139             | 16 d'octubre de 2003   | Palomar              | NEAT                            |
| 201702 - | 2003 UW140             | 16 d'octubre de 2003   | Palomar              | NEAT                            |
| 201703 - | 2003 UY140             | 16 d'octubre de 2003   | Palomar              | NEAT                            |
| 201704 - | 2003 UK150             | 20 d'octubre de 2003   | Socorro              | LINEAR                          |
| 201705 - | 2003 UE159             | 20 d'octubre de 2003   | Kitt Peak            | Spacewatch                      |
| 201706 - | 2003 UO162             | 21 d'octubre de 2003   | Socorro              | LINEAR                          |
| 201707 - | 2003 UC163             | 21 d'octubre de 2003   | Socorro              | LINEAR                          |
| 201708 - | 2003 UJ163             | 21 d'octubre de 2003   | Socorro              | LINEAR                          |
| 201709 - | 2003 UC164             | 21 d'octubre de 2003   | Socorro              | LINEAR                          |
| 201710 - | 2003 UO167             | 22 d'octubre de 2003   | Socorro              | LINEAR                          |
| 201711 - | 2003 UF168             | 22 d'octubre de 2003   | Socorro              | LINEAR                          |
| 201712 - | 2003 UQ172             | 20 d'octubre de 2003   | Socorro              | LINEAR                          |
| 201713 - | 2003 UA176             | 21 d'octubre de 2003   | Anderson Mesa        | LONEOS                          |
| 201714 - | 2003 UA179             | 21 d'octubre de 2003   | Palomar              | NEAT                            |
| 201715 - | 2003 UM181             | 21 d'octubre de 2003   | Socorro              | LINEAR                          |
| 201716 - | 2003 UN181             | 21 d'octubre de 2003   | Kitt Peak            | Spacewatch                      |
| 201717 - | 2003 UM183             | 21 d'octubre de 2003   | Palomar              | NEAT                            |
| 201718 - | 2003 UL186             | 22 d'octubre de 2003   | Socorro              | LINEAR                          |
| 201719 - | 2003 UD189             | 22 d'octubre de 2003   | Kitt Peak            | Spacewatch                      |
| 201720 - | 2003 UO189             | 22 d'octubre de 2003   | Kitt Peak            | Spacewatch                      |
| 201721 - | 2003 UP189             | 22 d'octubre de 2003   | Kitt Peak            | Spacewatch                      |
| 201722 - | 2003 UK190             | 22 d'octubre de 2003   | Kitt Peak            | Spacewatch                      |
| 201723 - | 2003 UG192             | 23 d'octubre de 2003   | Anderson Mesa        | LONEOS                          |
| 201724 - | 2003 UM193             | 20 d'octubre de 2003   | Socorro              | LINEAR                          |
| 201725 - | 2003 UE194             | 20 d'octubre de 2003   | Socorro              | LINEAR                          |
| 201726 - | 2003 UH195             | 20 d'octubre de 2003   | Kitt Peak            | Spacewatch                      |
| 201727 - | 2003 UB196             | 20 d'octubre de 2003   | Kitt Peak            | Spacewatch                      |
| 201728 - | 2003 UM199             | 21 d'octubre de 2003   | Socorro              | LINEAR                          |
| 201729 - | 2003 UO219             | 21 d'octubre de 2003   | Kitt Peak            | Spacewatch                      |
| 201730 - | 2003 US224             | 22 d'octubre de 2003   | Kitt Peak            | Spacewatch                      |
| 201731 - | 2003 UY225             | 22 d'octubre de 2003   | Kitt Peak            | Spacewatch                      |
| 201732 - | 2003 UG228             | 23 d'octubre de 2003   | Anderson Mesa        | LONEOS                          |
| 201733 - | 2003 UQ248             | 25 d'octubre de 2003   | Kitt Peak            | Spacewatch                      |
| 201734 - | 2003 UQ250             | 25 d'octubre de 2003   | Socorro              | LINEAR                          |
| 201735 - | 2003 UY251             | 26 d'octubre de 2003   | Catalina             | CSS                             |
| 201736 - | 2003 UZ254             | 25 d'octubre de 2003   | Kitt Peak            | Spacewatch                      |
| 201737 - | 2003 UF258             | 25 d'octubre de 2003   | Kitt Peak            | Spacewatch                      |
| 201738 - | 2003 UT262             | 26 d'octubre de 2003   | Haleakala            | NEAT                            |
| 201739 - | 2003 UQ263             | 27 d'octubre de 2003   | Socorro              | LINEAR                          |
| 201740 - | 2003 UQ264             | 27 d'octubre de 2003   | Socorro              | LINEAR                          |
| 201741 - | 2003 UR264             | 27 d'octubre de 2003   | Socorro              | LINEAR                          |
| 201742 - | 2003 UJ265             | 27 d'octubre de 2003   | Socorro              | LINEAR                          |
| 201743 - | 2003 UZ265             | 28 d'octubre de 2003   | Socorro              | LINEAR                          |
| 201744 - | 2003 UB266             | 28 d'octubre de 2003   | Socorro              | LINEAR                          |
| 201745 - | 2003 UE268             | 28 d'octubre de 2003   | Socorro              | LINEAR                          |
| 201746 - | 2003 UN276             | 29 d'octubre de 2003   | Haleakala            | NEAT                            |
| 201747 - | 2003 UN280             | 27 d'octubre de 2003   | Socorro              | LINEAR                          |
| 201748 - | 2003 UT293             | 18 d'octubre de 2003   | Socorro              | LINEAR                          |
| 201749 - | 2003 UH297             | 16 d'octubre de 2003   | Kitt Peak            | Spacewatch                      |
| 201750 - | 2003 UY306             | 18 d'octubre de 2003   | Kitt Peak            | Spacewatch                      |
| 201751 - | 2003 UZ314             | 23 d'octubre de 2003   | Apache Point         | SDSS                            |
| 201752 - | 2003 UJ323             | 16 d'octubre de 2003   | Kitt Peak            | Spacewatch                      |
| 201753 - | 2003 UM340             | 18 d'octubre de 2003   | Kitt Peak            | Spacewatch                      |
| 201754 - | 2003 UN359             | 19 d'octubre de 2003   | Kitt Peak            | Spacewatch                      |
| 201755 - | 2003 UO371             | 22 d'octubre de 2003   | Apache Point         | SDSS                            |
| 201756 - | 2003 VR4               | 15 de novembre de 2003 | Kitt Peak            | Spacewatch                      |
| 201757 - | 2003 WZ11              | 18 de novembre de 2003 | Palomar              | NEAT                            |
| 201758 - | 2003 WC26              | 21 de novembre de 2003 | Nogales              | M. B. Schwartz, P. R. Holvorcem |
| 201759 - | 2003 WG33              | 18 de novembre de 2003 | Palomar              | NEAT                            |
| 201760 - | 2003 WJ36              | 19 de novembre de 2003 | Kitt Peak            | Spacewatch                      |
| 201761 - | 2003 WX36              | 19 de novembre de 2003 | Socorro              | LINEAR                          |
| 201762 - | 2003 WN37              | 19 de novembre de 2003 | Socorro              | LINEAR                          |
| 201763 - | 2003 WX37              | 19 de novembre de 2003 | Socorro              | LINEAR                          |
| 201764 - | 2003 WV38              | 19 de novembre de 2003 | Socorro              | LINEAR                          |
| 201765 - | 2003 WA43              | 16 de novembre de 2003 | Catalina             | CSS                             |
| 201766 - | 2003 WE45              | 19 de novembre de 2003 | Palomar              | NEAT                            |
| 201767 - | 2003 WT45              | 19 de novembre de 2003 | Palomar              | NEAT                            |
| 201768 - | 2003 WQ67              | 19 de novembre de 2003 | Kitt Peak            | Spacewatch                      |
| 201769 - | 2003 WE71              | 20 de novembre de 2003 | Palomar              | NEAT                            |
| 201770 - | 2003 WL81              | 20 de novembre de 2003 | Kitt Peak            | Spacewatch                      |
| 201771 - | 2003 WS82              | 19 de novembre de 2003 | Palomar              | NEAT                            |
| 201772 - | 2003 WP83              | 21 de novembre de 2003 | Socorro              | LINEAR                          |
| 201773 - | 2003 WO85              | 20 de novembre de 2003 | Socorro              | LINEAR                          |
| 201774 - | 2003 WV85              | 20 de novembre de 2003 | Socorro              | LINEAR                          |
| 201775 - | 2003 WA93              | 19 de novembre de 2003 | Anderson Mesa        | LONEOS                          |
| 201776 - | 2003 WQ94              | 19 de novembre de 2003 | Anderson Mesa        | LONEOS                          |
| 201777 - | 2003 WE98              | 24 de novembre de 2003 | Wrightwood           | J. W. Young                     |
| 201778 - | 2003 WL103             | 21 de novembre de 2003 | Socorro              | LINEAR                          |
| 201779 - | 2003 WD104             | 21 de novembre de 2003 | Socorro              | LINEAR                          |
| 201780 - | 2003 WJ105             | 21 de novembre de 2003 | Socorro              | LINEAR                          |
| 201781 - | 2003 WC107             | 22 de novembre de 2003 | Socorro              | LINEAR                          |
| 201782 - | 2003 WR107             | 23 de novembre de 2003 | Catalina             | CSS                             |
| 201783 - | 2003 WU109             | 20 de novembre de 2003 | Socorro              | LINEAR                          |
| 201784 - | 2003 WS113             | 20 de novembre de 2003 | Socorro              | LINEAR                          |
| 201785 - | 2003 WF124             | 20 de novembre de 2003 | Socorro              | LINEAR                          |
| 201786 - | 2003 WT126             | 20 de novembre de 2003 | Socorro              | LINEAR                          |
| 201787 - | 2003 WV131             | 19 de novembre de 2003 | Anderson Mesa        | LONEOS                          |
| 201788 - | 2003 WF134             | 21 de novembre de 2003 | Socorro              | LINEAR                          |
| 201789 - | 2003 WK135             | 21 de novembre de 2003 | Socorro              | LINEAR                          |
| 201790 - | 2003 WO135             | 21 de novembre de 2003 | Socorro              | LINEAR                          |
| 201791 - | 2003 WY137             | 21 de novembre de 2003 | Socorro              | LINEAR                          |
| 201792 - | 2003 WF139             | 21 de novembre de 2003 | Socorro              | LINEAR                          |
| 201793 - | 2003 WQ142             | 21 de novembre de 2003 | Socorro              | LINEAR                          |
| 201794 - | 2003 WA145             | 21 de novembre de 2003 | Socorro              | LINEAR                          |
| 201795 - | 2003 WE145             | 21 de novembre de 2003 | Socorro              | LINEAR                          |
| 201796 - | 2003 WY150             | 24 de novembre de 2003 | Anderson Mesa        | LONEOS                          |
| 201797 - | 2003 WS154             | 26 de novembre de 2003 | Socorro              | LINEAR                          |
| 201798 - | 2003 WJ161             | 30 de novembre de 2003 | Kitt Peak            | Spacewatch                      |
| 201799 - | 2003 WL168             | 19 de novembre de 2003 | Palomar              | NEAT                            |
| 201800 - | 2003 WM189             | 20 de novembre de 2003 | Palomar              | NEAT                            |